# Longleat House

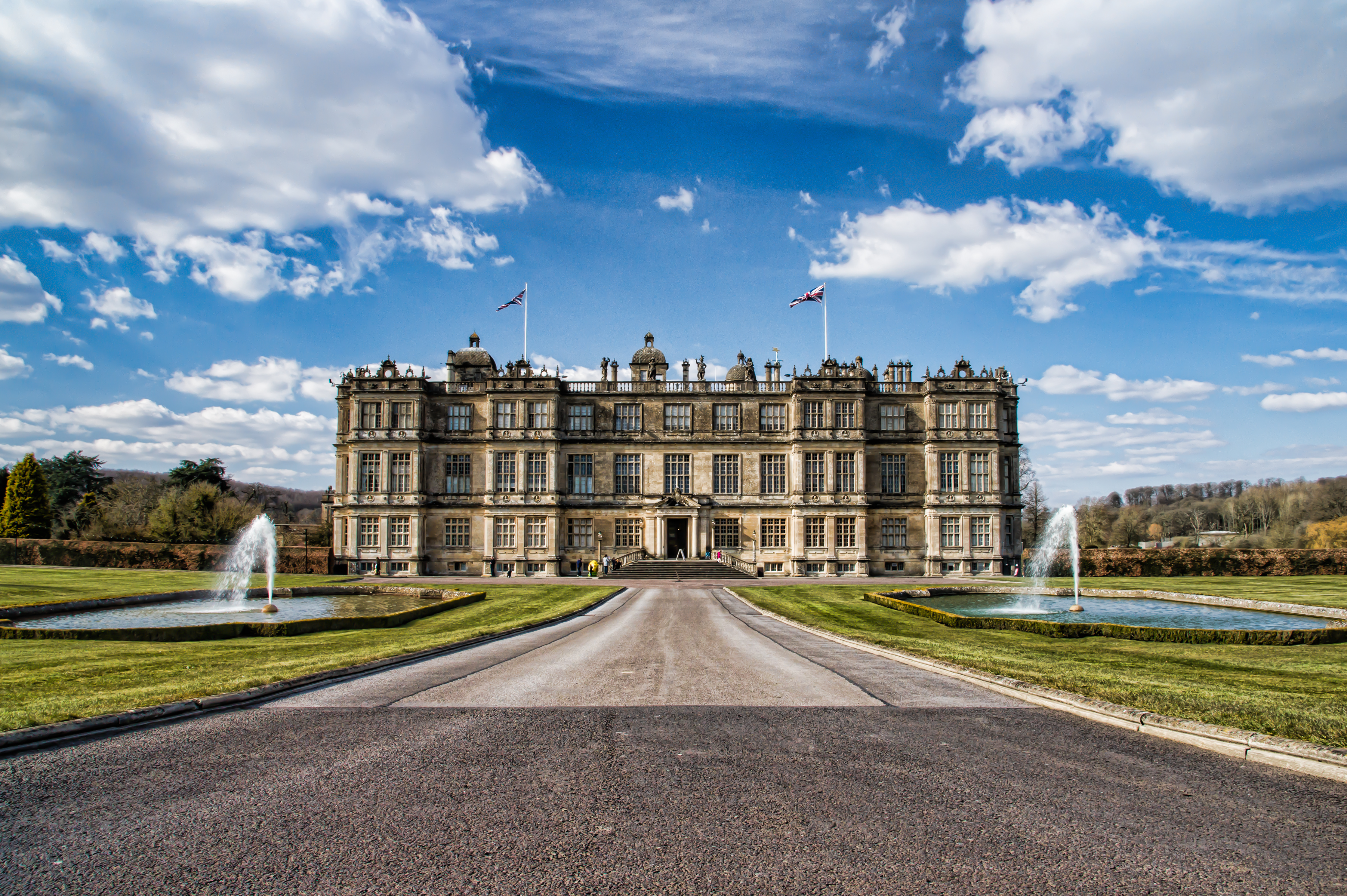
Longleat House

Longleat House ist ein Herrenhaus bei Warminster in der Grafschaft Wiltshire in Großbritannien. Das als Kulturdenkmal der Kategorie Grade I klassifizierte Herrenhaus liegt etwa 40 km südlich von Bath und ist seit dem 16. Jahrhundert Sitz der Familie Thynne, die seit 1789 den Titel Marquess of Bath führt. Das Herrenhaus ist bekannt wegen seines Safariparks und gehört zu den fünf meistbesuchten Herrenhäusern Großbritanniens.

## Geschichte

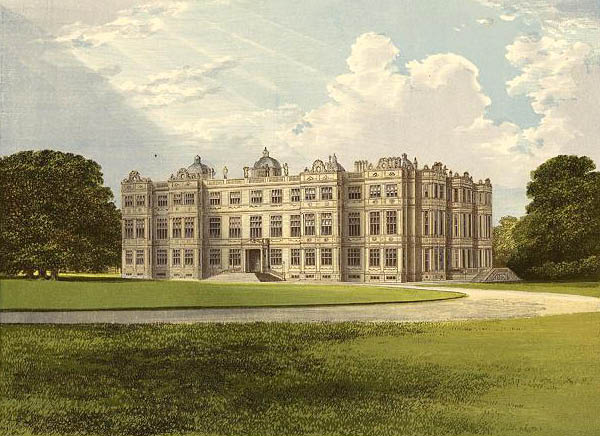
Longleat House im Jahr 1880

John Thynne, Steward von Edward Seymour, 1. Duke of Somerset, erwarb 1540 für 53 £ ein aufgelöstes Augustinerkloster (entspricht heute inflationsbereinigt  46.049 £). Nach Plänen von Robert Smythson ließ er von 1568 bis 1580 das Herrenhaus errichten, das als das älteste Herrenhaus im Stil der Frührenaissance in England gilt und wegweisend für die elisabethanische Architektur wurde. 1949 wurde das Herrenhaus als erstes Herrenhaus in Großbritannien zur Besichtigung freigegeben. 1966 öffnete im Park der erste Safaripark außerhalb Afrikas.
2019 wurde Longleat House von rund 1,01 Millionen Personen besucht. 2024 betrug die Besucherzahl etwa 775.000 Personen.

## Anlage
Das dreigeschossige Herrenhaus aus Bath-Stein ist eine rechteckige Anlage mit zwei Innenhöfen. Die Gebäudeecken werden durch Erkervorbauten betont, die Fassaden sind einheitlich mit sich wiederholenden Elementen gestaltet: horizontale Bandfriese, große Fensterflächen und Pilaster in der klassischen Reihung dorisch-ionisch-korinthisch.

### Innenausstattung

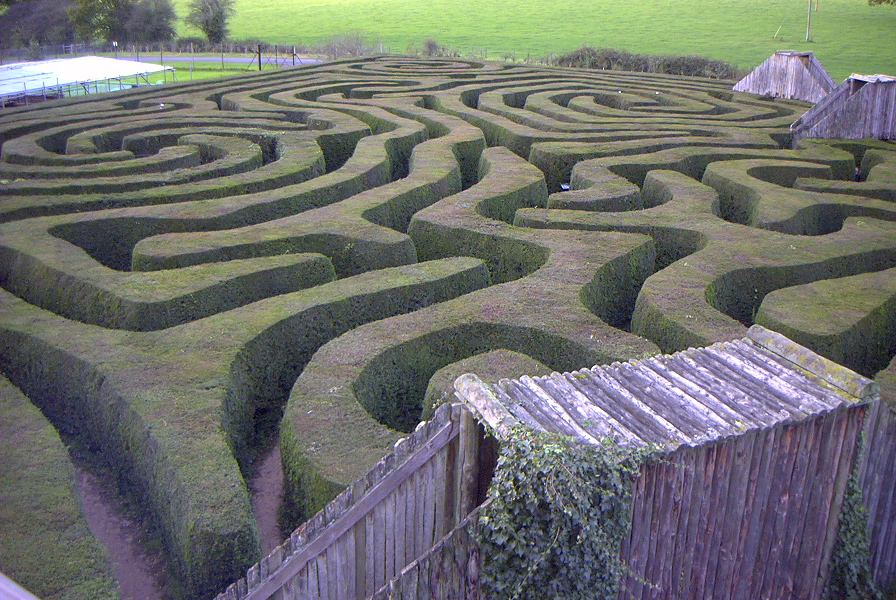
Einer von mehreren Irrgärten auf dem Anwesen, Blick von einer Aussichtsplattform in der Mitte

Die Eingangshalle besitzt noch ein über zehn Meter hohes Hammerbalken-Gewölbe aus der Erbauungszeit. Die anderen Repräsentationsräume des 118 Zimmer großen Hauses wurden im 19. Jahrhundert von Jeffry Wyatville im Stil der italienischen Renaissance neu gestaltet. Zu der Gemäldesammlung gehören unter anderem großflächige Jagdszenen von John Wootton sowie Bilder von Jacopo Tintoretto und Jacob Isaacksz. van Ruisdael. Die Bibliothek gilt mit 40.000 Bänden als eine der größten Privatbibliotheken Großbritanniens. Einige Räume sind mit modernen Wandgemälden des 7. Marquess of Bath ausgestattet.

### Park
Der 3,6 km² große Landschaftsgarten mit einem serpentinenförmigen See wurde ab 1757 von Lancelot „Capability“ Brown angelegt. Nach 1945 wurde von Russell Page ein Teil des Schlossgartens im elisabethanischen Stil wiederhergestellt.
Zum Park gehören der Safaripark und ein Freizeitpark mit Karussells, Kleineisenbahn, ein großer und mehrere kleine Hecken-Irrgärten. Auf dem weiteren, über 32 km² großen Grundbesitz befindet sich eine Center-Parcs-Anlage mit 600 Bungalows.

## Trivia
Die in der Gurukul School spielenden Szenen des Bollywood-Films Denn meine Liebe ist unsterblich wurden in Longleat gedreht. Haus und Garten dienten 2008 als Drehort für die Rosamunde-Pilcher-Verfilmung Vier Jahreszeiten.